# NGC 5023
NGC 5023 is een balkspiraalstelsel in het sterrenbeeld Jachthonden. Het hemelobject werd op 9 april 1787 ontdekt door de Engelse astronoom John Herschel.

## Synoniemen
- NGC 5023
- UGC 8286
- MCG 7-27-43
- ZWG 217.17
- FGC 1578
- PGC 45849